# William Stevenson (atleta)
William Edwards Stevenson (Chicago, 25 ottobre 1900 – Fort Myers, 2 aprile 1985) è stato un avvocato, ambasciatore e velocista statunitense, specializzato nei 400 metri piani.

## Biografia

### Gioventù e carriera sportiva
Stevenson si laureò dapprima all'Università di Princeton, poi ricevette una borsa di studio per frequentare l'Università di Oxford, nel Regno Unito, dove studiò legge. 
Dopo il suo ritorno negli Stati Uniti, all'età di 21 anni ottenne il suo primo e unico titolo di campione nazionale nelle 440 iarde, correndo in 48"3. Iniziò successivamente a lavorare come assistente di un avvocato a New York e, nel 1931, diede vita alla grande collaborazione legale Debevoise, Stevenson, Plimpton and Page, diventata successivamente Debevoise & Plimpton.
Nel 1924 prese parte ai Giochi olimpici di Parigi, andando a conquistare la medaglia d'oro nella staffetta 4×400 metri con i connazionali Commodore Cochran, Alan Helffrich e Oliver MacDonald, facendo registrare il nuovo record del mondo.
Nel 1929 nacque la figlia Helen Stevenson Meyner, rappresentante democratica degli Stati Uniti.

### La seconda guerra mondiale e la carriera diplomatica
Durante la seconda guerra mondiale Stevenson e sua moglie, Eleanor Bumstead Stevenson, organizzarono e gestirono le operazioni della Croce Rossa nel Regno Unito, in Nordafrica, Sicilia e Italia. Entrambi furono insigniti della Bronze Star Medal per i meriti nel supporto delle operazioni militari statunitensi in Europa.
Nel 1946 succedette a Ernest Hatch Wilkins nella presidenza dell'Oberlin College, rimanendo in carica fino al 1960.
Nel 1962 il presidente John Fitzgerald Kennedy lo nominò ambasciatore degli Stati Uniti d'America nelle Filippine, ricoprendo tale ufficio fino al 1965. Successivamente fu a capo dell'Aspen Institute in Colorado.

## Palmarès
| Anno | Manifestazione  | Sede   | Evento                | Risultato | Prestazione | Note            |
| ---- | --------------- | ------ | --------------------- | --------- | ----------- | --------------- |
| 1924 | Giochi olimpici | Parigi | Staffetta 4×400 metri | Oro       | 3'16"0      | Record mondiale |

## Campionati nazionali
- 1 volta campione statunitense delle 440 iarde (1921)